# Anthidium ardens
Anthidium ardens är en biart som beskrevs av Smith 1879. Anthidium ardens ingår i släktet ullbin, och familjen buksamlarbin. Inga underarter finns listade i Catalogue of Life.